# قلعه مورچان
قلعه مورچان مربوط به اواخر دوره آل بویه است و در شهرستان آران و بیدگل، بخش مرکزی، دهستان سفیددشت، روستای علی‌آباد، بلوار اصلی روستا واقع شده و این اثر در تاریخ ۲۲ آبان ۱۳۸۶ با شمارهٔ ثبت ۱۹۸۵۵ به‌عنوان یکی از آثار ملی ایران به ثبت رسیده‌است.